# 멋진 사나이
멋진 사나이는 이진호가 작사하고 장익환이 작곡한 한국군의 군가이다. 다른 군가들에 비해 웅장하고 가사도 짧아서 기억하는 군필자들이 많다. 진짜 사나이와 똑같이 사나이란 이름이 들어가서 서로 헷갈리는 경우가 많다.
영화에서도 많이 등장한다.

## 가사
```
멋있는! 사나이! 많고 많지~만~
(누가!) 바로 내가! (HEY!) 사나~이!
(HEY!) 멋진 사나~이~
(어떻게!) 
싸움
에는 천하~무적!
사랑은 뜨겁게~ (앗뜨거!) 사랑은 뜨겁게~ 
(앗뜨거!)
바로 내가 사나~이다! 멋진~
일등병
!
```

## 같이 보기
- 대한민국 육군
- 대한민국 해군
- 대한민국 공군
- 진짜 사나이
- 전선을 간다
- 진군가
- 최후의 5분
- 아리랑 겨레
- 충성전투가
- 맹호들은 간다